# Corrección de errores (biología)
El término corrección de errores o proofreading se usa en genética para referirse a los procesos propuestos por primera vez por John Hopfield y Jacques Ninio, involucrados en la replicación del ADN, la especificidad del sistema inmune, el reconocimiento entre enzima y sustrato y otros muchos otros procesos que requieren una especificidad mejorada. Los mecanismos de corrección de pruebas de Hopfield y Ninio son procesos activos sin equilibrio que consumen ATP para mejorar la especificidad de diversas reacciones bioquímicas. 
En las bacterias, las tres ADN polimerasas (I, II y III) tienen la capacidad de corregir errores, ya que poseen actividad exonucleasa 3 '→ 5'. Cuando se reconoce un par de bases incorrecto, la ADN polimerasa retrocede un par de bases y elimina la base no coincidente. Después de la escisión de la base, la polimerasa puede volver a insertar la base correcta y la replicación puede continuar. 
En eucariotas, solo las polimerasas que se ocupan del alargamiento (delta y épsilon) tienen esta capacidad (actividad exonucleasa 3 '→ 5').
El proofreading también ocurre en la traducción de mRNA para la síntesis de proteínas. Un ejemplo de ello es la liberación de cualquier aminoacil-ARNt incorrecto antes de la formación del enlace peptídico.
El grado de proofreading en la replicación de ADN determina la tasa de mutación y es diferente para distintas especies.
Por ejemplo, la pérdida del proofreading debido a mutaciones en el gen ADN polimerasa épsilon resulta en un genotipo hipermutado con más de 100 mutaciones por megabase de ADN en cánceres colorrectales en humanos.
La extensión de proofreading en otros procesos moleculares pueden depender del tamaño de población efectivo de la especie y el número de genes afectados por el mismo mecanismo de proofreading.